# Guelaya
Guelaya, también llamada Iqer'iyen(en rifeño: ⵉⵇⴻⵔⵄⵉⵢⴻⵏ) es una región del norte de Marruecos localizada en la actual provincia de Nador. La región abarca la península del cabo de Tres Forcas, el área de la Mar Chica y otras zonas circundantes, incluyendo históricamente a la ciudad española de Melilla. 
Asimismo, se denomina guelaya la tribu bereber rifeña asentada en la zona, a la que pertenecen las cabilas de Mazuza, Beni Buifrur, Beni Sidel, Beni Bugafar y Beni Chikar. Junto con las cabilas del Rif Central, los guelayas ofrecieron una fuerte resistencia a la ocupación española de la zona durante los inicios del Protectorado Español de Marruecos, causando numerosas bajas al Ejército Español en batallas como la del Barranco del Lobo.